# Bobby Day
Robert James Byrd (fallecido el 27 de julio de 1990), conocido por el nombre artístico de Bobby Day, fue un productor musical, cantante y compositor estadounidense de rock and roll y R&B. Alcanzó la fama con el sencillo "Rockin' Robin", escrito por Jimmie Thomas.

## Biografía
Nacido en Fort Worth, Texas, Day se mudó a Los Ángeles, California, a la edad de quince años. Como miembro de la banda de R&B, the Hollywood Flames comenzó a usar el nombre artístico de Bobby Day. Durante muchos años tuvo un discreto éxito y popularidad en la Costa Oeste de los Estados Unidos. En 1957 Day formó su propia banda a la que llamó the Satellites, tras lo cual grabó tres canciones que actualmente se consideran clásicos del rock and roll.
Como compositor, destacaron los temas "Over and Over", más tarde popularizado por The Dave Clark Five en 1965, y "Little Bitty Pretty One", popularizado por Thurston Harris en 1957, Clyde McPhatter en 1962, y los Jackson Five en 1972. Sin embargo Day es recordado por la su versión de 1958 del tema "Rockin' Robin", que alcanzó el puesto número 2 del Billboard Hot 100  y que llegó a vender más de 1 millón de copias. "Rockin' Robin" ha sido también versionada por artistas como Bob Luman at Town Hall Party en 1958, The Hollies en 1964, Gene Vincent en 1969, Michael Jackson en 1972, y McFly en 2006.
Day falleció a consecuencia de un cáncer de próstata en 1990 y se encuentra enterrado en el Holy Cross Cemetery de Culver City, California.

## Sencillos
| Año  | Título                                      | Grabado con                  | Listas | Listas |
| Año  | Título                                      | Grabado con                  | US     | US R&B |
| ---- | ------------------------------------------- | ---------------------------- | ------ | ------ |
| 1953 | "Wheel of Fortune"                          | The Four Flames              |        |        |
| 1957 | "Little Bitty Pretty One"                   | Bobby Day and the Satellites | 57     | —      |
| 1958 | "Rockin' Robin"                             | Bobby Day                    | 2      | 1      |
| 1958 | "Over and Over"A                            | Bobby Day                    | 41     | 1      |
| 1958 | "Buzz-Buzz-Buzz"                            | Hollywood Flames             | 11     | 5      |
| 1958 | "The Bluebird, The Buzzard, and The Oriole" | Bobby Day                    | 54     | —      |
| 1959 | "That's All I Want"                         | Bobby Day                    | 98     | —      |
| 1959 | "Gotta a New Girl"                          | Bobby Day                    | 82     | —      |
| 1960 | "Gee Whiz"                                  | Bob and Earl                 | 103    | —      |